# نیکون اف۹۰
نیکون اف۹۰ (به انگلیسی: Nikon F90) یک دوربین عکاسی ساخت شرکت نیکون است.